# Malthinus seriepunctatus
Malthinus seriepunctatus är en skalbaggsart som beskrevs av Ernst Hellmuth von Kiesenwetter 1851. Malthinus seriepunctatus ingår i släktet Malthinus, och familjen flugbaggar. Enligt den svenska rödlistan är arten nära hotad i Sverige. Arten förekommer i Götaland, Öland och Svealand. Artens livsmiljö är skogslandskap.